# Kaple Notre-Dame-de-Cénaret de Saint-Chély-du-Tarn
Kaple Notre-Dame-de-Cénaret de Saint-Chély-du-Tarn se nachází na úpatí skalního útesu ve vesnici Saint-Chély-du-Tarn v obci Sainte-Enimie v soutěsce gorges du Tarn ve francouzském departementu Lozère. Kaple je od 20. září 1987 chráněna jako historická památka Francie. 

## Historie
Kaple se nachází pod skalním útesem, před vchodem do jeskyně, kde z podzemí vytéká pramen. Stavba kaple prošla v minulosti četnými úpravami (loď pochází z velké části z 12. století, šikmé okno ze 14. století, portál z 15. století atd.). Vzhled kvádrovitého, mírně sníženého triumfálního oblouku a způsob jeho výstavby připomínají předrománské stavby. Tato technika je použita také v západním dvojitém oblouku a ve dvou malých obloucích viditelných na jižní stěně lodi. Konstrukci kaple doplňuje na východě čtvercový závěr.

## Galerie

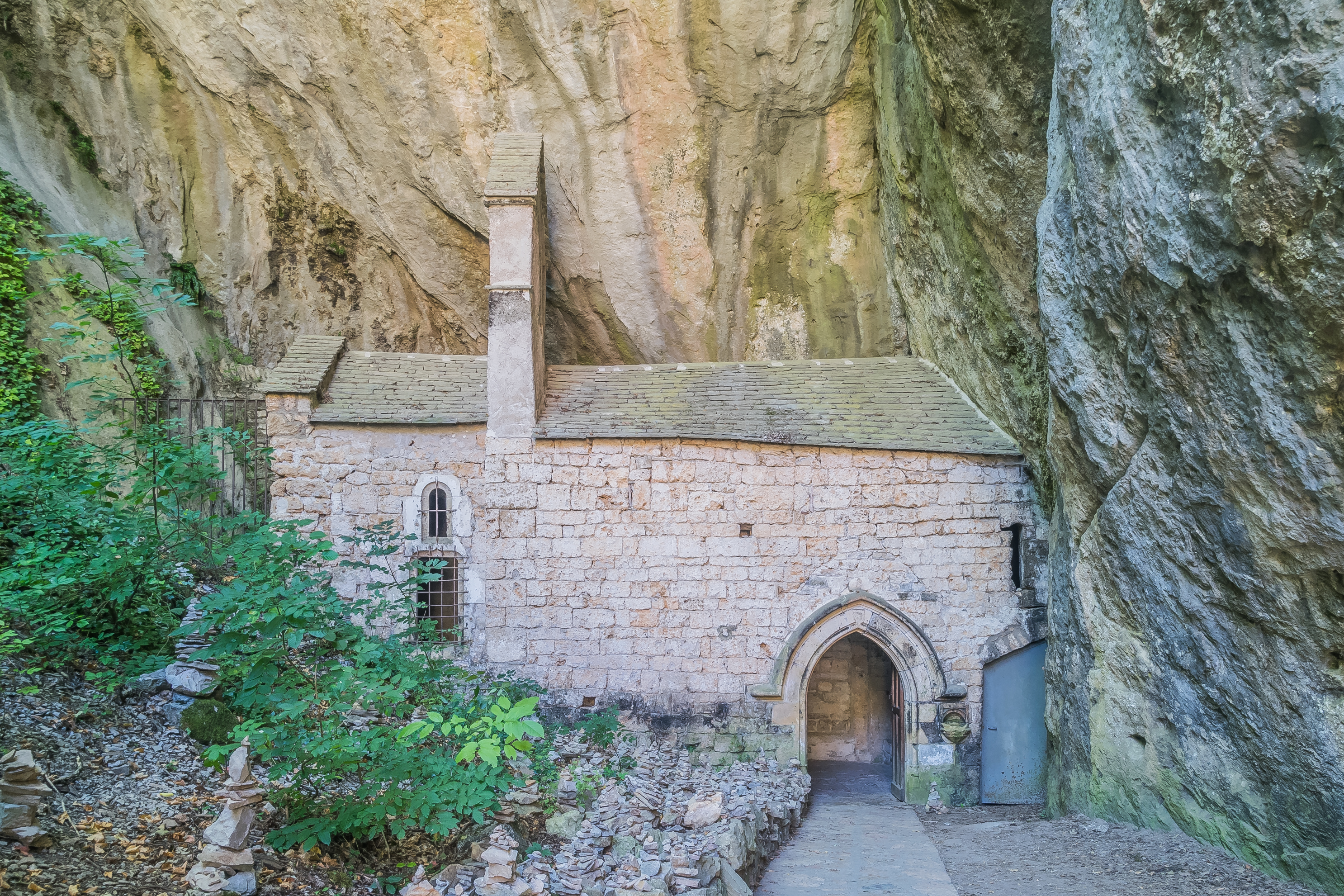
Kaple Notre-Dame-de-Cénaret
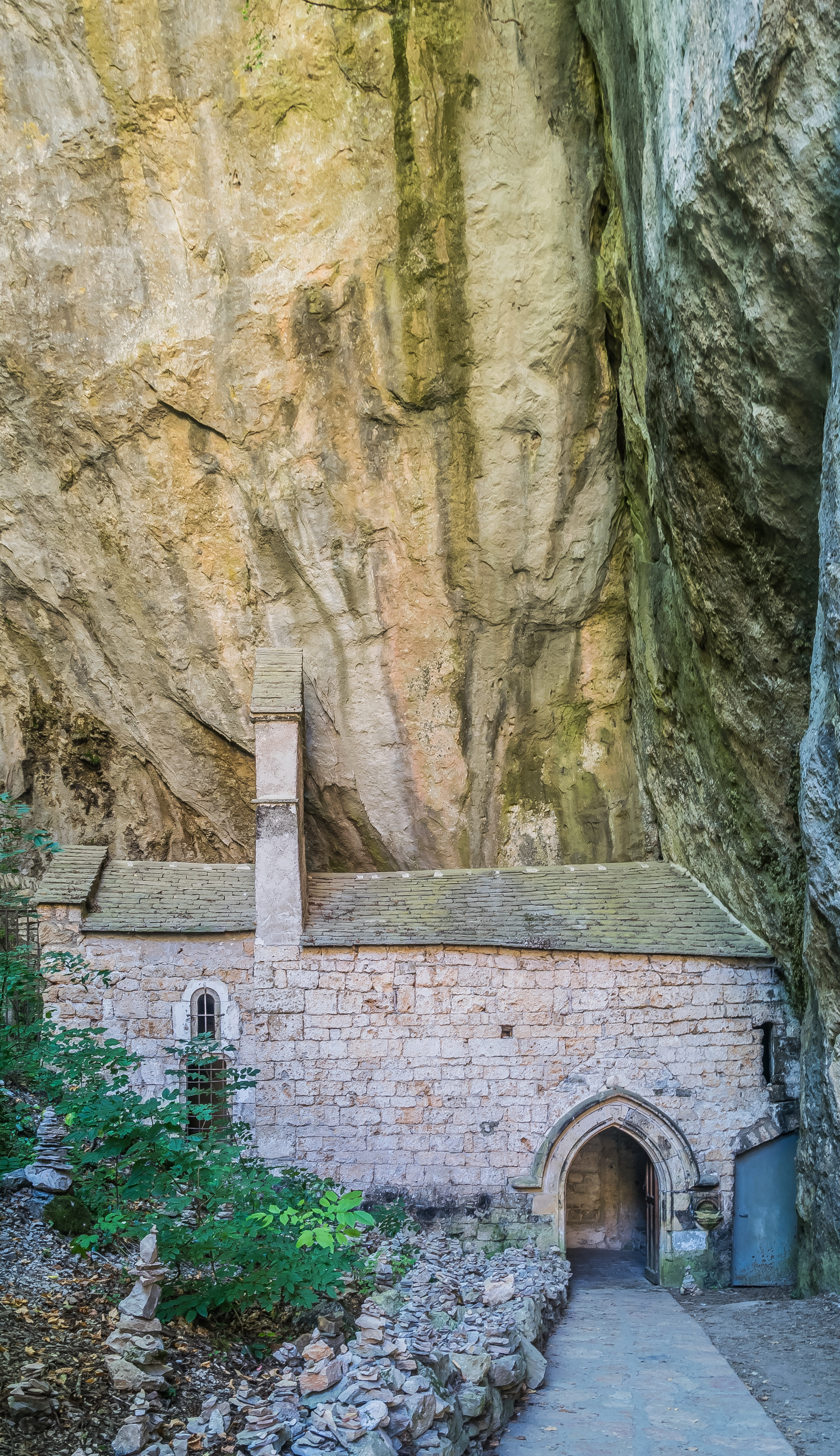
Kaple Notre-Dame-de-Cénaret
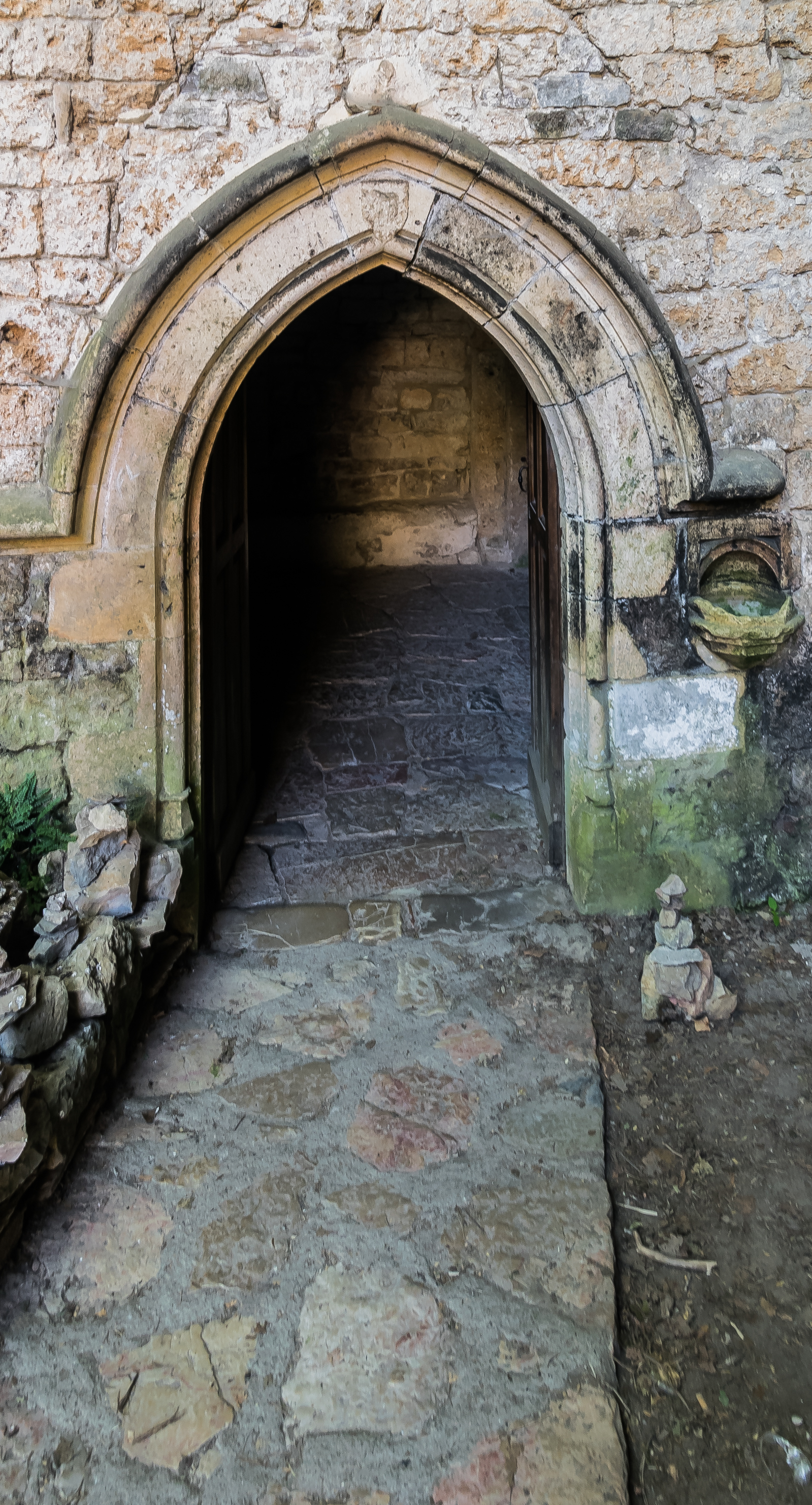
Kaple Notre-Dame-de-Cénaret - vstupní portál
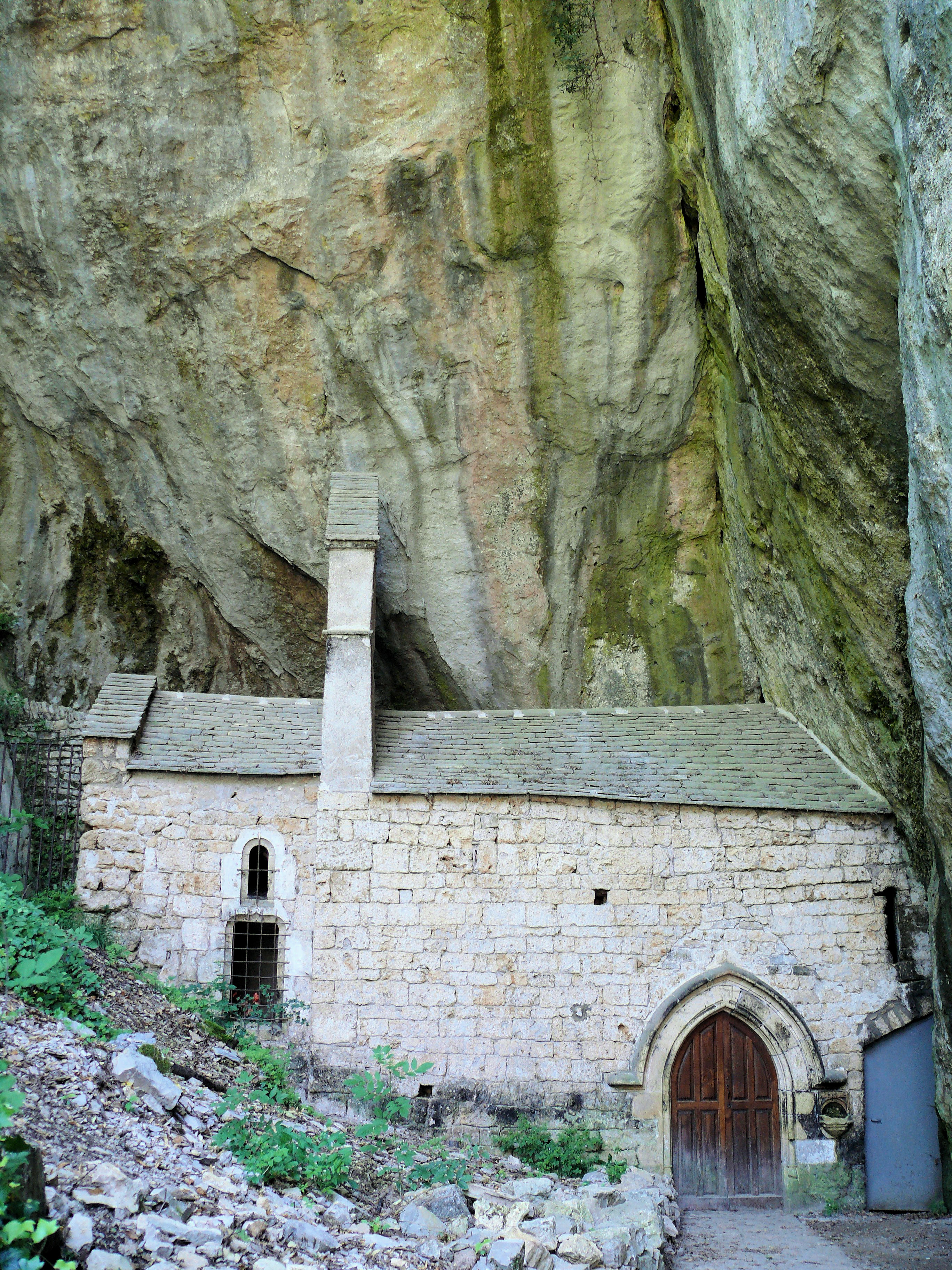
Kaple Notre-Dame-de-Cénaret